# Korita (Tomislavgrad)
Korita es un pueblo de la municipalidad de Tomislavgrad, en Bosnia y Herzegovina.

## Superficie
Posee una superficie de 8,32 kilómetros cuadrados.

## Demografía
Hasta 2013 la población era de 200 habitantes.